# Liste der Länderspiele der saarländischen Fußballnationalmannschaft

Emblem des Saarländischen Fußballverbandes.

Die Liste der Länderspiele der saarländischen Fußballnationalmannschaft enthält alle Spiele der saarländischen Fußballnationalmannschaft zwischen 1950 und 1956. Die A-Nationalmannschaft trat in dieser Zeit zu insgesamt 19 Länderspielen an; davon gewann sie sechs Partien, spielte dreimal Unentschieden und verlor die übrigen zehn Spiele. Neben fünf respektive zehn Freundschaftsspielen gegen A- und B-Nationalauswahlen bestritt das Saarland vier Qualifikationsspiele zur Weltmeisterschaft 1954. Insgesamt schoss die Nationalmannschaft 36 Tore und kassierte dabei 54 Gegentreffer. Außerdem fand im Mai 1955 ein Spiel der saarländischen B-Nationalmannschaft statt, das diese mit 4:2 gewinnen konnte.
Zweieinhalb Jahre nach Ende des Zweiten Weltkriegs wurde das Saarland am 17. Dezember 1947 mit dem Inkrafttreten der Verfassung politisch unabhängig. Der Saarländische Fußballbund (SFB) wurde am 25. Juli 1948 in Sulzbach gegründet. Dieser lehnte im Juli 1949 einen Beitritt zum französischen Fußballverband ab und stellte im April 1950 einen Antrag auf die Aufnahme in den Weltfußballverband FIFA. Am 22. Juni 1950 – und damit drei Monate vor dem Deutschen Fußball-Bund (DFB) – wurde der Saarländische Fußballbund auf dem FIFA-Kongress in Rio de Janeiro mit 18 Ja-Stimmen bei 16 Enthaltungen schließlich als Mitglied in den Weltfußballverband aufgenommen. Die Nationalmannschaft wurde zunächst von Auguste Jordan trainiert, ab 1. Januar 1952 übernahm Helmut Schön das Traineramt. Im Oktober 1955 lehnten zwei Drittel der Saarländer bei der Volksabstimmung das Zweite Saarstatut ab; dies wurde als Willensbekundung zum Beitritt zur Bundesrepublik Deutschland angesehen. Mit Fortschreiten des Rückgliederungsprozesses unterschrieb Helmut Schön im Mai 1956 mit dem DFB einen Vertrag als Assistenztrainer von Sepp Herberger; am 8. Juli wurde der SFB in „Saarländischer Fußballverband“ (SFV) umbenannt und beantragte die Wiederaufnahme in den bundesdeutschen Fußballverband, die am 28. Juli 1956 in Duisburg beschlossen wurde. Mit Beginn des Jahres 1957 wurde das Saarland als zehntes Bundesland in die Bundesrepublik Deutschland aufgenommen und verlor damit seine politische Unabhängigkeit.

## Chronologische Tabelle der Länderspiele
Dieser Abschnitt dient als Legende für die nachfolgenden Tabellen.
- grüne Hintergrundfarbe = Sieg der saarländischen Mannschaft
- gelbe Hintergrundfarbe = Unentschieden
- rote Hintergrundfarbe = Niederlage der saarländischen Mannschaft

### A-Nationalmannschaft (1950 bis 1956)
| Nr. | Datum         | Gegner             | Ergebnis  | Zuschauer | Austragungsort                   | Anlass/Bemerkungen                                                                                               |
| --- | ------------- | ------------------ | --------- | --------- | -------------------------------- | --- |
| 01. | 22. Nov. 1950 | Schweiz B (1)      | 5:3 (3:0) | 16.000    | Saarbrücken, Stadion Kieselhumes | Freundschaftsspiel/erster Länderspiel-Sieg erster Heimsieg erstes Länderspiel erstes Länderspiel gegen Schweiz B |
| 02. | 27. Mai 1951  | Österreich B (1)   | 3:2 (3:0) | 20.000    | Saarbrücken, Stadion Kieselhumes | Freundschaftsspiel/erstes Spiel gegen Österreich B                                                               |
| 03. | 15. Sep. 1951 | Schweiz B          | 5:2 (1:1) | 06.500    | Bern, Stadion Wankdorf           | Freundschaftsspiel                                                                                               |
| 04. | 14. Okt. 1951 | Österreich B       | 1:4 (0:2) | 25.000    | Wien, Praterstadion              | Freundschaftsspiel/erste Niederlage                                                                              |
| 05. | 20. Apr. 1952 | Frankreich B (1)   | 0:1 (0:1) | 28.000    | Saarbrücken, Stadion Kieselhumes | Freundschaftsspiel/erstes Spiel gegen Frankreich B                                                               |
| 06. | 5. Okt. 1952  | Frankreich B       | 3:1 (2:1) | 30.000    | Straßburg, Stade de la Meinau    | Freundschaftsspiel                                                                                               |
| 07. | 24. Juni 1953 | Norwegen (1)       | 3:2 (2:2) | 21.000    | Oslo, Bislett-Stadion            | WM-1954-Qualifikation / erstes Spiel gegen Norwegen                                                              |
| 08. | 11. Okt. 1953 | BR Deutschland (1) | 0:3 (0:1) | 55.000    | Stuttgart, Neckarstadion         | WM-1954-Qualifikation/erstes Länderspiel gegen BR Deutschland                                                    |
| 09. | 8. Nov. 1953  | Norwegen           | 0:0       | 40.000    | Saarbrücken, Ludwigsparkstadion  | WM-1954-Qualifikation/erstes Unentschieden                                                                       |
| 10. | 28. März 1954 | BR Deutschland     | 1:3 (0:1) | 53.000    | Saarbrücken, Ludwigsparkstadion  | WM-1954-Qualifikation                                                                                            |
| 11. | 5. Juni 1954  | Uruguay (1)        | 1:7 (1:3) | 25.000    | Saarbrücken, Ludwigsparkstadion  | Freundschaftsspiel/höchste Niederlage erstes Länderspiel gegen Uruguay                                           |
| 12. | 26. Sep. 1954 | Jugoslawien (1)    | 1:5 (1:1) | 16.000    | Saarbrücken, Ludwigsparkstadion  | Freundschaftsspiel/erstes Länderspiel gegen Jugoslawien                                                          |
| 13. | 17. Okt. 1954 | Frankreich B       | 1:4 (1:1) | 15.000    | Lyon, Stade Gerland              | Freundschaftsspiel                                                                                               |
| 14. | 1. Mai 1955   | Portugal B (1)     | 1:6 (1:3) | 20.000    | Oeiras, Estádio Nacional         | Freundschaftsspiel/erstes Länderspiel gegen Portugal B                                                           |
| 15. | 9. Okt. 1955  | Frankreich B       | 7:5 (5:3) | 25.000    | Saarbrücken, Ludwigsparkstadion  | Freundschaftsspiel/höchster und letzter Sieg                                                                     |
| 16. | 16. Nov. 1955 | Niederlande (1)    | 1:2 (1:1) | 12.000    | Saarbrücken, Ludwigsparkstadion  | Freundschaftsspiel/erstes Länderspiel gegen die Niederlande                                                      |
| 17. | 1. Mai 1956   | Schweiz (1)        | 1:1 (1:0) | 15.000    | Saarbrücken, Ludwigsparkstadion  | Freundschaftsspiel/erstes Länderspiel gegen Schweiz.                                                             |
| 18. | 3. Juni 1956  | Portugal B         | 0:0       | 10.000    | Saarbrücken, Ludwigsparkstadion  | Freundschaftsspiel/letztes Unentschieden                                                                         |
| 19. | 6. Juni 1956  | Niederlande        | 2:3 (1:2) | 65.000    | Amsterdam, Olympiastadion        | Freundschaftsspiel/höchste Zuschaueranzahl letztes Länderspiel letzte Niederlage                                 |

### B-Nationalmannschaft (1955)
| Nr. | Datum       | Gegner            | Ergebnis  | Zuschauer | Austragungsort                | Anlass/Bemerkungen                                                           |
| --- | ----------- | ----------------- | --------- | --------- | ----------------------------- | ---------------------------------------------------------------------------- |
| 01. | 1. Mai 1955 | Niederlande B (1) | 4:2 (2:0) | 05.000    | Neunkirchen, Ellenfeldstadion | Freundschaftsspiel/höchster und einziger Sieg erstes und letztes Länderspiel |

## Statistik

### Länderspielbilanz nach Gegner
| Gegner       | Spiele | S | U | N | Torverhältnis |
| ------------ | ------ | - | - | - | ------------- |
| Deutschland  | 2      | 0 | 0 | 2 | 01:06         |
| Frankreich B | 4      | 2 | 0 | 2 | 11:11         |
| Jugoslawien  | 1      | 0 | 0 | 1 | 01:05         |
| Niederlande  | 2      | 0 | 0 | 2 | 03:05         |
| Norwegen     | 2      | 1 | 1 | 0 | 03:02         |
| Österreich B | 2      | 1 | 0 | 1 | 04:06         |
| Portugal B   | 2      | 0 | 1 | 1 | 01:06         |
| Schweiz A    | 1      | 0 | 1 | 0 | 01:01         |
| Schweiz B    | 2      | 2 | 0 | 0 | 10:05         |
| Uruguay      | 1      | 0 | 0 | 1 | 01:07         |

### Länderspielbilanz nach Spielort
| Gegner                                       | Spiele | S | U | N | Torverhältnis |
| -------------------------------------------- | ------ | - | - | - | ------------- |
| Saarbrücken, Stadion Kieselhumes (1950–1952) | 3      | 2 | 0 | 1 | 08:06         |
| Saarbrücken, Ludwigsparkstadion (1953–1956)  | 8      | 1 | 3 | 4 | 12:23         |
| Auswärtsspiele                               | 8      | 3 | 0 | 5 | 16:25         |